# Sepp Maier
Josef Dieter „Sepp“ Maier (* 28. Februar 1944 in Metten, Niederbayern) ist ein ehemaliger deutscher Fußballtorhüter und Torwarttrainer. Er war bis September 2024 mit 709 Pflichtspielen Rekordspieler des FC Bayern München, für den er 17 Jahre lang spielte, bevor er von Thomas Müller abgelöst wurde. In seiner aktiven Zeit zählte er zu den besten Torhütern der Welt und trug den Spitznamen „Die Katze von Anzing“. Er gewann alle wichtigen nationalen und internationalen Titel: Er war Weltmeister, Europameister und Deutscher Meister, außerdem gewann er den Europapokal der Pokalsieger und den der Landesmeister, den Weltpokal sowie den DFB-Pokal.

## Karriere

### Jugend
Sepp Maier wurde als zweites Kind des Ehepaars Josef und Maria Maier geboren. Er hat einen älteren Bruder namens Horst und einen vier Jahre jüngeren Bruder namens Hans. Die Familie zog 1946 nach Haar, wo er die Volksschule besuchte. Dort absolvierte er ab 1958 auch eine Lehre als Maschinenschlosser.

### Vereine
In der B-Jugend des TSV Haar spielte Sepp Maier zunächst Mittelstürmer und empfand es jedes Mal als Schmach, wenn er im Tor stehen musste; im Training übernahm er die Position manchmal „zum Spaß“. Nach einer Verletzung des Stammtorhüters wurde Maier bei einem Pokalspiel zwischen die Pfosten beordert und machte seine Sache gut. Er blieb fortan im Tor und wurde für die oberbayerische Jugendauswahl nominiert. Hier wurden Späher vom FC Bayern München auf das Talent aufmerksam und verpflichteten ihn 1958 für die A-Jugend.
1962 wurde Maier Vertragsspieler, ab der ersten Regionalliga-Saison 1963/64 löste er Fritz Kosar als Stammtorwart ab. Bevor er mit dem FC Bayern München 1965 in die Bundesliga aufstieg, gewann er mit der Auswahl des Landesverbandes Bayern 1963 – mit einem 3:1-Sieg gegen die Auswahl Hessens – den Länderpokal der Amateure. Mit den Bayern wurde Maier 1969, 1972, 1973 und 1974 Deutscher Meister, gewann 1966, 1967, 1969 und 1971 den DFB-Pokal und 1967 den Europapokal der Pokalsieger.
Maier gilt als eine der zentralen Figuren der Mannschaft, mit der der FC Bayern auf internationaler Ebene dominierte und 1974, 1975 und 1976 den Europapokal der Landesmeister gewann. 1976 wurde er mit den Bayern Weltpokalsieger. Maier wurde in den Jahren 1975, 1977 und 1978 zu Deutschlands Fußballer des Jahres gewählt und übernahm mit Franz Beckenbauers Abgang 1977 das Amt des Mannschaftskapitäns.
Am 14. Juli 1979 wurde Maier bei einem selbstverschuldeten Verkehrsunfall schwer verletzt. Bei Aquaplaning kam Maier mit seinem Mercedes 450 SEL 6.9 ins Schleudern und rutschte quer mit der Beifahrerseite in einen entgegenkommenden Mercedes, in welchem zwei Frauen leicht verletzt wurden. Durch den Zusammenprall wurde die Fahrgastzelle von Maiers Mercedes fast vollständig zerstört.
Der Wochenenddienst des Kreiskrankenhauses, in das Maier nach dem Unfall eingeliefert wurde, erkannte die Schwere seiner Verletzungen nicht und diagnostizierte lediglich einige Rippenbrüche. Durch seinen herbeigeeilten Freund Uli Hoeneß, der die Diagnose der Ärzte für falsch hielt, wurde er jedoch an den Vereinsarzt der Bayern vermittelt, der Hoeneß’ Meinung teilte und eine Verlegung Maiers in das Krankenhaus Großhadern anordnete. Erst hier wurden Röntgenaufnahmen angefertigt, auf denen ein Lungenriss zu erkennen war; die Leber hatte sich hineingeschoben, das Zwerchfell war gerissen und Maier hatte zudem eine lebensbedrohliche Ansammlung von zweieinhalb Litern Blut in seiner Bauchhöhle. Eine Notoperation rettete Maier das Leben.
Am 26. November 1979 begann er wieder mit dem Training, musste seine Karriere dann aber beenden. In 14 Jahren als Bundesligaspieler beim FC Bayern München hatte er nur an drei Spieltagen der Saison 1965/66 gefehlt: Am 10., 11. und 34. Spieltag hatte ihn Fritz Kosar vertreten. Seine 442 in Serie absolvierten Erstligaspiele – von insgesamt 473 – bedeuten bis heute Weltrekord. Er war sieben Jahre lang Rekordbundesligaspieler, ehe er 1981 von Willi Neuberger übertroffen wurde. Sein Nachfolger im Tor des FC Bayern wurde Walter Junghans.
Kurz vor seinem schweren Unfall hatte Maier ein Angebot des NASL-Franchises New York Cosmos, bei dem Franz Beckenbauer seit zwei Jahren aktiv war, erhalten. Das kolportierte Jahresgehalt: eine Million Mark. Maier lehnte dieses Angebot jedoch ab und meinte gegenüber deutschen Medien: „Vielleicht stelle ich mich in zwei Jahren ins Cosmonauten-Tor, aber nur für einen Sommer, denn Bayern bleibt Bayern.“
Sein Abschiedsspiel am 4. Juni 1980 im Münchner Olympiastadion, in dem die deutsche Nationalelf vor 78.000 Zuschauern die Bayern mit 3:1 besiegte, verlief nicht konfliktfrei. Maier beschimpfte den Bayern-Trainer Pál Csernai, der daraufhin seinen Platz auf der Betreuerbank vorzeitig verließ. Mit dem Geld aus der Berufsunfähigkeitsversicherung kaufte sich Maier in weiterer Folge einen Tennispark, mit dem er laut eigener Aussage mehr verdiente als während seiner aktiven Zeit als Fußballspieler. In späteren Jahren, vor allem nach seinem Rückzug aus dem Fußballsport, betätigte er sich unter anderem als Tennisspieler und Golfer. Während seiner zweiten Karriere in der Tennis-Bundesliga wurde er mit dem TC Hasenbergl dabei vier Mal Deutscher Mannschaftsmeister der Jungsenioren.

### Nationalmannschaft
Nachdem er bereits 1961 im Tor der DFB-Jugendauswahl unter dem Trainer Helmut Schön gestanden hatte, spielte er im Mai 1963 ebenfalls unter Helmut Schön bei den vier Vorbereitungsspielen der deutschen Fußballnationalmannschaft der Amateure gegen die Niederlande, England, Frankreich und Schottland vor den beiden Ausscheidungsspielen gegen die DDR zur Qualifikation zu den Olympischen Sommerspielen 1964 mit. Sepp Maier bestritt 1966 sein erstes Spiel in der Nationalmannschaft. Maier debütierte am 4. Mai beim 4:0-Sieg gegen Irland in Dublin. Außerdem gehörte er zum Aufgebot für die WM-Endrunde 1966 in England, kam dort jedoch als Ersatzmann von Hans Tilkowski nicht zum Einsatz. 1969 setzte er sich als Nr. 1 im deutschen Tor durch. Bei der anschließenden WM in Mexiko 1970 schied er mit der deutschen Nationalmannschaft im Halbfinale aus. Die Niederlage im Jahrhundertspiel gegen Italien bezeichnete er als seine größte Niederlage. Bei der EM 1972 in Belgien gewann er seinen ersten Titel mit der deutschen Nationalmannschaft.
Sein größter Erfolg gelang bei der WM 1974 im eigenen Land. Bereits bei der Wasserschlacht von Frankfurt machte er eines seiner besten Länderspiele. Gegen die starken Polen parierte er mehrmals glänzend und sicherte dadurch den Finaleinzug. Diese Leistung bestätigte er im Finale. Vor allem in der zweiten Halbzeit drehten die Niederländer auf. „Maier! Immer wieder Maier“, schrie der TV-Kommentator Rudi Michel, nachdem Maier mehrmals weltklasse pariert hatte. Am Ende wurde Sepp Maier mit der deutschen Nationalmannschaft Weltmeister – sein größter Triumph.
Bei der EM 1976 gelang Maier mit der deutschen Nationalmannschaft der Finaleinzug. Dieses verlor die deutsche Nationalmannschaft aber nach Elfmeterschießen, dabei parierte er keinen Elfmeter. Bei der WM 1978 schied Maier mit der deutschen Nationalmannschaft nach einer 2:3-Niederlage gegen Österreich in der zweiten Runde aus.
In seinen sechs letzten Länderspielen 1978/79 war er Spielführer der Nationalmannschaft. Sein letztes Länderspiel bestritt er am 26. Mai 1979 in Reykjavík beim 3:1-Sieg gegen Island, bei dem er zur zweiten Halbzeit beim Stand von 2:0 für Toni Schumacher (1. Länderspiel) ausgewechselt wurde. Mit 95 absolvierten Länderspielen war Maier bis zum 17. November 2020 deutscher Rekord-Nationaltorhüter.

## Privatleben
Maier ist seit Mai 2008 in zweiter Ehe verheiratet und hat eine Tochter aus erster Ehe.

## Erfolge als Spieler (Auswahl)
Nationalmannschaft

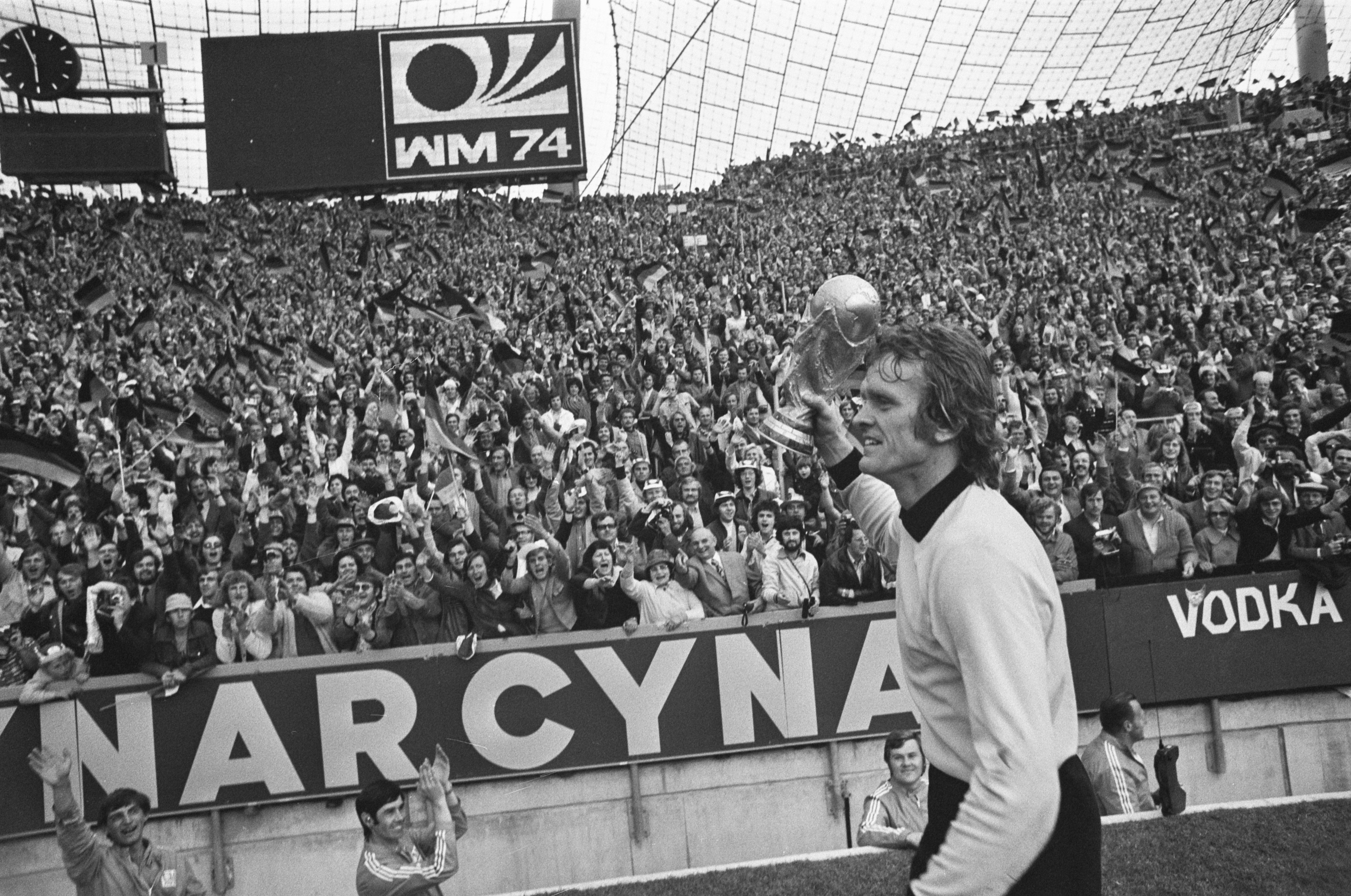
Sepp Maier mit dem WM-Pokal nach dem Finalsieg bei der Weltmeisterschaft 1974 im Münchener Olympiastadion

- Zweiter der Weltmeisterschaft 1966 (ohne Einsatz)
- Dritter der Weltmeisterschaft 1970
- Europameister 1972
- Weltmeister 1974
- Zweiter der Europameisterschaft 1976

Bayern
- Länderpokal-Sieger 1963

FC Bayern München
- Deutscher Meister 1969, 1972, 1973, 1974
- DFB-Pokal-Sieger 1966, 1967, 1969, 1971
- Europapokalsieger der Pokalsieger 1967
- Europapokalsieger der Landesmeister 1974, 1975, 1976
- Weltpokal-Sieger 1976

## Auszeichnungen
Als Torwart der deutschen Fußballnationalmannschaft, die 1974 die Weltmeisterschaft gewann, wurde er im gleichen Jahr gemeinsam mit seinen Teamkameraden mit dem Silbernen Lorbeerblatt ausgezeichnet. 1978 erhielt er das Bundesverdienstkreuz. Die Auszeichnung zum Kicker-Torhüter des Jahres erhielt er 1976, 1977 und 1978. In der Rangliste des deutschen Fußballs wurde er zwischen 1966 und 1979 insgesamt sechsmal als Weltklasse und 21-mal in der Kategorie Internationale Klasse eingestuft.
Er wurde 2014 in die Hall of Fame des deutschen Sports aufgenommen und 2018 in die erste Elf der Hall of Fame des deutschen Fußballs des Deutschen Fußballmuseums aufgenommen. 2018 wurde in den Stachus-Passagen der Sky of Fame eröffnet, bei dem Münchner Persönlichkeiten mit einem Deckenbild geehrt werden. Eines der vier ersten Deckenbilder zeigt Sepp Maier.
Am 11. Juli 2024 wurde er vom Bayerischen Ministerpräsidenten Markus Söder mit dem Bayerischen Verdienstorden ausgezeichnet. Am 12. Oktober 2024 erhielt er den Persönlichen Preis des Bayerischen Ministerpräsidenten des Bayerischen Sportpreises.

## Tätigkeit als Torwarttrainer

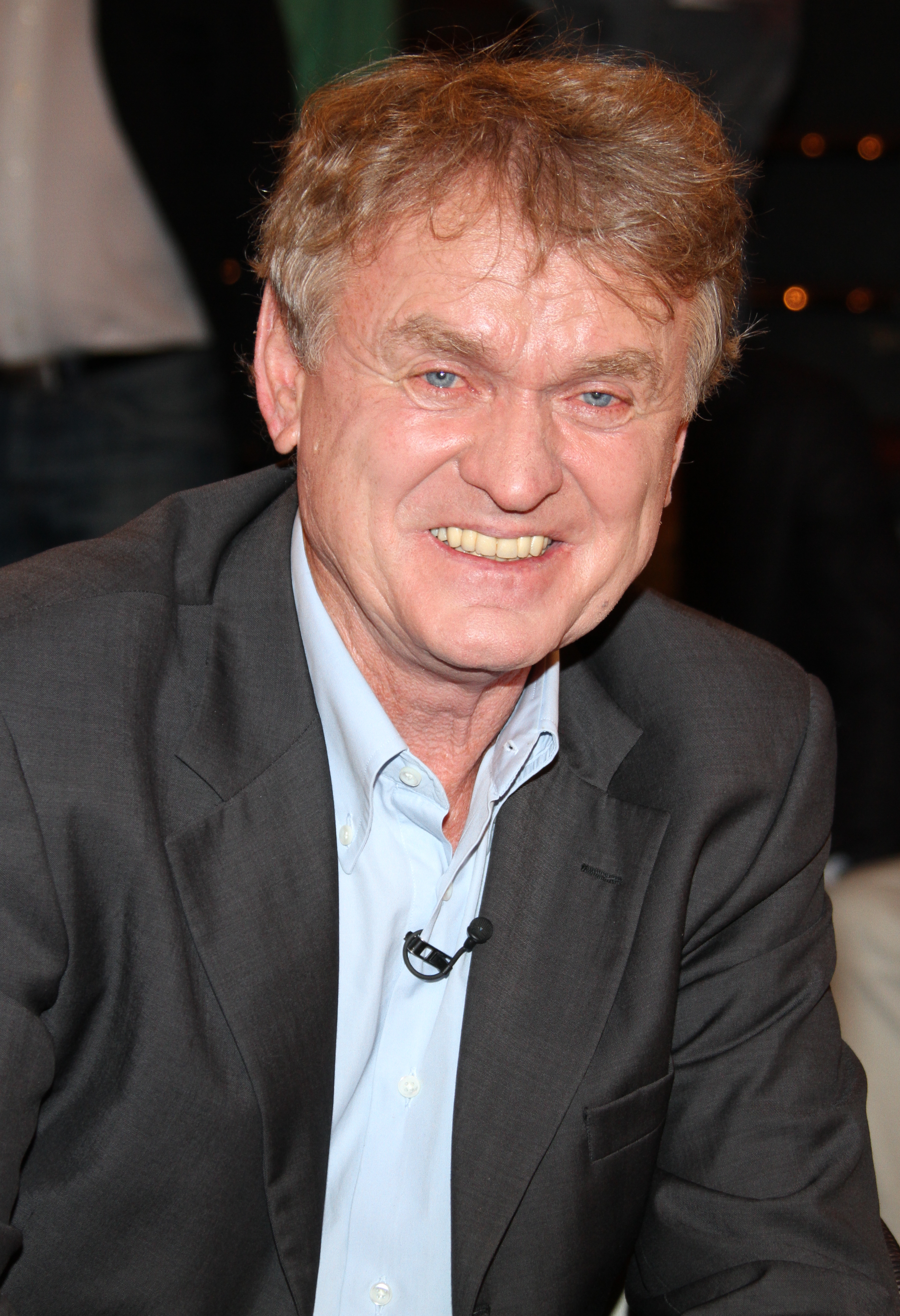
Sepp Maier in der Sendung Markus Lanz (2012)

Von 1994 bis 2008 war Maier Torwarttrainer beim FC Bayern München. Von 1988 bis zum 10. Oktober 2004 war er zudem Torwarttrainer der deutschen Nationalmannschaft. Aus dieser Funktion wurde er vom Bundestrainer Jürgen Klinsmann entlassen, nachdem es zu Differenzen über die Torhüterfrage gekommen war. Maier hatte sich öffentlich für Oliver Kahn und gegen Jens Lehmann ausgesprochen.

## Erfolge als Torwarttrainer (Auswahl)
Nationalmannschaft
- Weltmeister 1990
- Zweiter der Europameisterschaft 1992
- Europameister 1996
- Zweiter der Weltmeisterschaft 2002

FC Bayern München
- Deutscher Meister 1997, 1999, 2000, 2001, 2003, 2005, 2006, 2008
- DFB-Pokal-Sieger 1998, 2000, 2003, 2005, 2006, 2008
- Ligapokal-Sieger 1997, 1998, 1999, 2000, 2004, 2007
- UEFA-Pokal-Sieger: 1996
- Champions-League-Sieger 2001
- Weltpokal-Sieger 2001

## Sonstiges
- Sein Erfolgsrezept beschrieb der Torhüter auf Bairisch: „Wennst richtig zum Ball stehst, brauchst net fliagen.“ Darüber hinaus erwarb er sich mit zahlreichen komischen Einlagen den Ruf eines Spaßmachers, unter anderem in einer Szene, als er während eines Spiels nach einer Ente hechtete.
- Über die Tätigkeit als Torhüter sagte Maier: „Du mußt einen in der Waffel haben, sonst ergreifst du diesen Beruf doch nicht freiwillig.“[20]
- Er gehörte zu den ersten Torhütern, die zu ihrer aktiven Zeit mit Weichschaum- und Gummimaterialien an Torwarthandschuhen experimentierten. Zusammen mit dem Sportartikelhersteller Reusch war er an der Entwicklung der ersten sogenannten Soft-Grip-Torwarthandschuhe beteiligt.
- Bekannt ist Maier auch für seine eher ausgefallenen Trainingsmethoden. Einige Trainingsgeräte werden unter seinem Namen verkauft.
- Anfang der 1980er Jahre war er Werbegesicht für den Heide-Park.[21][22]
- Sepp Maier ist offiziell ernannter Botschafter für die Deutsche José Carreras Leukämie-Stiftung.
- Am 13. Februar 1971 kam es am 21. Spieltag der Bundesliga beim Spiel von Rot-Weiss Essen gegen Bayern (Ergebnis 3:1) im Georg-Melches-Stadion zu Wurfattacken gegen Maier. Zuerst war es eine Bierflasche, danach ein etwa 20 cm langes Messer. Maier lief danach mit dem Corpus Delicti zum Schiedsrichter Jan Redelfs. Wie sich herausstellte, handelte es sich beim Werfer um einen betrunkenen 16-Jährigen.[23]
- Er hatte eine Nebenrolle in der Verfilmung von Ludwig Thomas Lausbubengeschichten 1967 in der Episode Wenn Ludwig ins Manöver zieht. Außerdem spielte er 1981 in der Erotikkomödie Manche mögen’s prall einen Entführer.[24]
- 1976 erhielt er den Reiher-Orden der Faschingsgesellschaft Narrhalla Erding.
- Der 1989 geborene CDU-Politiker Sepp Müller, dessen Großvater zu DDR-Zeiten Mitglied des FC Bayern war, ist nach Maier benannt.[25]
- Am 14. April 2025 war Maier zu Gast in der Quizsendung Wer weiß denn sowas?